# Ефект Морінга
Ефект Морінга — це спостереження, згідно з яким, якщо частота перевезень громадським транспортом (наприклад, кількість автобусів на годину) зростає зі збільшенням попиту, то зростання попиту скорочує час очікування пасажирів на зупинках і станціях. Оскільки час очікування є частиною витрат на перевезення, ефект Морінга означає збільшення віддачі від масштабу для регулярних міських транспортних послуг.
Ефект був названий на честь економіста з Університету Міннесоти Герберта Морінга, який виявив цю властивість у статті 1972 року.

## Приклад
Наприклад, припустимо, що пасажири випадковим чином з'являються на автобусній зупинці протягом години, а автобус прибуває раз на годину. Середній час очікування становить 30 хвилин. Якщо кількість пасажирів на годину зростає настільки, що виправдовує два автобуси на годину, то середній час очікування зменшується до 15 хвилин. Присутність додаткових користувачів знижує витрати наявних пасажирів. Цей ефект протидії заторам є протилежним до звичайного ефекту заторів на дорогах, коли збільшення кількості користувачів зменшує швидкість та якість обслуговування інших користувачів.

## Субсидування громадського транспорту
На ефект Морінга часто посилаються в обґрунтуванні субсидування пасажирських перевезень на тій підставі, що субсидія необхідна для досягнення ціноутворення за принципом граничних витрат, коли ефект Морінга є відповідним. Середня вартість пасажирської поїздки включає середній час очікування, в той час як граничні витрати включають лише середній час очікування за вирахуванням зменшення загального часу очікування, спричиненого збільшенням частоти руху. Таким чином, середні витрати перевищують граничні витрати, і вважається, що субсидії, які покривають цей розрив, покращують добробут.